# Ogcodes alluaudi
Ogcodes alluaudi är en tvåvingeart som beskrevs av Becker 1914. Ogcodes alluaudi ingår i släktet Ogcodes och familjen kulflugor.
Artens utbredningsområde är Kenya. Inga underarter finns listade i Catalogue of Life.